# É Proibido Colar
É Proibido Colar foi um game show exibido pela TV Cultura (na época, conhecida pelo nome "RTC - Rádio e Televisão Cultura") de 23 de maio de 1981 a 1 de dezembro de 1984, com apresentação de Antônio Fagundes e Clarisse Abujamra. O programa envolvia competição entre escolas do ensino público de São Paulo, com vários quadros envolvendo brincadeiras, provas, testes e jogos.

## História
É Proibido Colar começou em 23 de maio de 1981 e era exibido semanalmente aos sábados a tarde. O programa também revelou Gérson de Abreu, que depois de uma participação como estudante no É Proibido Colar em 1982, veio a ser posteriormente apresentador de programas na própria TV Cultura.

## Quadros
- Jogo da Arca
- Jogo da Mímica
- Jogo da Memória
- Labirinto
- Seção Livre
- Teste de Conhecimentos
- Vamos Fazer Arte